# .sr
.sr – domena internetowa przypisana od roku 1991 do Surinamu i administrowana przez Telesur.

## Domeny drugiego poziomu
Brak danych